# Heathens
«Heathens» (En español «Paganos») es una canción escrita y grabada por el dúo musical estadounidense Twenty One Pilots, lanzada como sencillo de la banda sonora de cine para la película Suicide Squad el 16 de junio de 2016 a través de Atlantic Records y Warner Bros. Records.

## Antecedentes
El 15 de junio de 2016, Twenty One Pilots publicó un tuit de un mensaje subliminal que decía "take it slow", una letra tomada de la canción. El mismo día, la canción se filtró en Internet . Al día siguiente, 16 de junio, se reveló que la canción sería incluida en la banda sonora de la película  Suicide Squad. Dicha banda sonora fue lanzada el 5 de agosto de 2016, mismo día del estreno del filme.
La banda presentó "Heathens" por primera vez en concierto en el Anfiteatro Uptown en la Music Factory en Charlotte, Carolina del Norte el 28 de junio de 2016.

## Video musical
El 21 de junio de 2016, el video musical de la canción fue subido al canal oficial de Fueled by Ramen en Youtube .
El video muestra a Tyler Joseph cantando la canción en Belle Reve, una prisión ficticia en el Universo DC, con Josh Dun que aparece tocando la batería durante el video. En un principio se muestra a un Joseph abatido con lagunas mentales que implican a Dun tocando la batería. Durante una de esas lagunas mentales, Joseph sale con total libertad de su celda para acompañar a Dun a un pequeño escenario en el centro de una habitación del lugar; es en este momento en que las celdas de los demás prisioneros se abren y se dirigen al escenario para observarlos tocar el resto de la canción. Al final del vídeo, Joseph ("recuperando la conciencia") está sentado solo en un habitación vacía, mientras que un equipo especial de guardias armados lo rodean para aprehenderlo. Además, durante el vídeo, se muestran varios clips y escenas de Suicide Squad.
El 27 de mayo del 2018 dicho vídeo llegó a las mil millones de visitas en la plataforma YouTube.
A finales de febrero de 2023 dicho video llegó a las dos mil millones de visitas en la plataforma YouTube.

## Lista de canciones
| Digital download |            |          |  |
| N.º              | Título     | Duración |  |
| 1.               | «Heathens» | 3:15     |  |

## Personal
- Tyler Joseph - voz, sintetizadores, guitarra eléctrica, bajo eléctrico, piano, programación
- Josh Dun – batería, percusión

## Posicionamiento en lista
| Lista (2016)                                | Mejor posición |
| ------------------------------------------- | -------------- |
| Argentina (Monitor Latino)                  | 7              |
| Australia (ARIA)                            | 36             |
| Austria (Ö3 Austria Top 40)                 | 42             |
| Bélgica (Valonia) (Ultratip Bubbling Under) | 28             |
| Canadá (Canadian Hot 100)                   | 23             |
| Francia (SNEP)                              | 63             |
| Alemania (Media Control AG)                 | 69             |
| Hungría (Single Top 40)                     | 20             |
| Irlanda (IRMA)                              | 30             |
| Italia (FIMI)                               | 72             |
| Países Bajos (Mega Single Top 100)          | 71             |
| Nueva Zelanda (Recorded Music NZ)           | 13             |
| México (Maxima Hit List)                    | 6              |
| Portugal (AFP)                              | 48             |
| Suecia (Sverigetopplistan)                  | 73             |
| Suiza (Schweizer Hitparade)                 | 60             |
| Reino Unido (UK Singles Chart)              | 33             |
| Estados Unidos (Billboard Hot 100)          | 2              |
| Estados Unidos (Alternative Airplay)        | 18             |

## Fecha de lanzamiento
| Región         | Fecha               | Formato                  | Discográfica           |
| -------------- | ------------------- | ------------------------ | ---------------------- |
| Todo el Mundo  | 16 de junio de 2016 | Digital download, stream | Atlantic, Warner Bros. |
| Estados Unidos | 20 de junio de 2016 | Contemporary hit radio   | Atlantic, Warner Bros. |